# Dajr al-Bucht
Dajr al-Bucht – miasto w Syrii, w muhafazie Dara. W 2004 roku liczyło 5381 mieszkańców.